# Leonardo Ramos
Leonardo Ramos Giró (Montevideo, Uruguay, 11 de septiembre de 1969) es un exfutbolista y actual entrenador uruguayo. Jugaba como mediocampista. Actualmente está sin club.

## Como entrenador

### Peñarol
Llegó a Peñarol en diciembre del 2016,en el Torneo Apertura 2017 finalizó tercero en el Torneo Intermedio 2017 culminó segundo en su serie,luego ganó el Torneo Clausura 2017 con 42 puntos,y la Tabla Anual al vencer a Defensor Sporting en un desempate 1 a 0,que le dio ventaja deportiva en la definición, también obtuvo el Campeonato Uruguayo 2017 al derrotar a Defensor Sporting en la semifinal por penales 4 a 2 tras empatar 0 a 0 en los 120 minutos de juego. A nivel internacional, en la Copa Libertadores 2017 no superó la fase de grupos terminando cuarto.

### Barcelona Sporting Club
El 15 de abril del 2019 es confirmado como nuevo entrenador del Barcelona Sporting Club de Ecuador en reemplazo de su compatriota Guillermo Almada.
Después de haber sido eliminados de la copa Ecuador  2019 frente a Delfin SC, BSC tenía la ventaja del partido de ida ganó 4  a 1 y en el partido de vuelta de manera sorpresiva Delfin SC dio la vuelta la serie triunfando 3  a 0 y dejando sin final a BSC .

## Clubes

### Como jugador
| Club                    | País      | Año       |
| ----------------------- | --------- | --------- |
| Progreso                | Uruguay   | 1987-1992 |
| Vélez Sarsfield         | Argentina | 1992-1993 |
| Banfield                | Argentina | 1993-1994 |
| Estudiantes de La Plata | Argentina | 1994-1997 |
| Salamanca (cedido)      | España    | 1998-1999 |
| River Plate             | Argentina | 1999-2000 |
| Salamanca               | España    | 2000-2001 |
| Chacarita Juniors       | Argentina | 2001-2002 |
| Estudiantes de La Plata | Argentina | 2002-2003 |
| Colo-Colo               | Chile     | 2003      |
| Nueva Chicago           | Argentina | 2003-2004 |
| Peñarol                 | Uruguay   | 2004      |
| Chacarita Juniors       | Argentina | 2005-2006 |
| Defensa y Justicia      | Argentina | 2006      |
| Independiente Rivadavia | Argentina | 2007      |
| Luján S.C.              | Argentina | 2007      |

### Como entrenador
| Club                   | País           | Año       |
| ---------------------- | -------------- | --------- |
| Guillermo Brown        | Argentina      | 2007-2008 |
| Estudiantes de Caseros | Argentina      | 2009      |
| Nueva Chicago          | Argentina      | 2009      |
| Colegiales             | Argentina      | 2010      |
| Progreso               | Uruguay        | 2011-2012 |
| Danubio F.C.           | Uruguay        | 2012-2015 |
| Unión La Calera        | Chile          | 2015-2018 |
| Peñarol                | Uruguay        | 2016-2018 |
| Al-Ettifaq             | Arabia Saudita | 2018      |
| Barcelona S.C.         | Ecuador        | 2019      |
| Danubio F.C.           | Uruguay        | 2020      |
| Querétaro F.C.         | México         | 2021-2022 |
| Peñarol                | Uruguay        | 2022      |
| Torque                 | Uruguay        | 2023      |
| Al-Tai                 | Arabia Saudita | 2024      |
| Al Bukiryah            | Arabia Saudita | 2025      |

## Estadísticas como entrenador
| Equipo                           | Div.                | Temporada           | Liga | Liga | Liga | Liga |    | Copa | Copa | Copa | Copa |   | Internacional | Internacional | Internacional | Internacional |   | Otros | Otros | Otros | Otros |     | Totales     | Totales | Totales | Totales | Totales | Totales | Totales | Totales |
| Equipo                           | Div.                | Temporada           | PD   | G    | E    | P    | PD | G    | E    | P    | PD   | G | E             | P             | PD            | G             | E | P     | PD    | G     | E     | P   | Rendimiento | GF      | GC      | Dif.    |         |         |         |         |
| -------------------------------- | ------------------- | ------------------- | ---- | ---- | ---- | ---- | -- | ---- | ---- | ---- | ---- | - | ------------- | ------------- | ------------- | ------------- | - | ----- | ----- | ----- | ----- | --- | ----------- | ------- | ------- | ------- | ------- | ------- | ------- | ------- |
| Progreso · Uruguay               | 2.ª                 | 2011-12             | 30   | 16   | 7    | 7    | -  | -    | -    | -    | -    | - | -             | -             | -             | -             | - | -     | 30    | 16    | 7     | 7   | 61.11%      | 44      | 35      | +9      |         |         |         |         |
| Progreso · Uruguay               | 1.ª                 | 2012-13             | 15   | 4    | 3    | 8    | -  | -    | -    | -    | -    | - | -             | -             | -             | -             | - | -     | 15    | 4     | 3     | 8   | 33.34%      | 17      | 28      | -11     |         |         |         |         |
| Progreso · Uruguay               | Total               | Total               | 45   | 20   | 10   | 15   | -  | -    | -    | -    | -    | - | -             | -             | -             | -             | - | -     | 45    | 20    | 10    | 15  | 51.85%      | 61      | 63      | -2      |         |         |         |         |
| Danubio · Uruguay                | 1.ª                 | 2012-13             | 15   | 8    | 2    | 5    | -  | -    | -    | -    | -    | - | -             | -             | -             | -             | - | -     | 15    | 8     | 2     | 5   | 57.77%      | 18      | 16      | +2      |         |         |         |         |
| Danubio · Uruguay                | 1.ª                 | 2013-14             | 33   | 18   | 8    | 7    | -  | -    | -    | -    | 2    | 0 | 1             | 1             | -             | -             | - | -     | 35    | 18    | 9     | 8   | 60%         | 56      | 40      | +16     |         |         |         |         |
| Danubio · Uruguay                | 1.ª                 | 2014-15             | 30   | 13   | 7    | 10   | -  | -    | -    | -    | 6    | 1 | 0             | 5             | -             | -             | - | -     | 36    | 14    | 7     | 15  | 45.37%      | 38      | 46      | -8      |         |         |         |         |
| Danubio · Uruguay                | 1.ª                 | 2015-16             | 5    | 2    | 2    | 1    | -  | -    | -    | -    | -    | - | -             | -             | -             | -             | - | -     | 5     | 2     | 2     | 1   | 53.33%      | 7       | 5       | +2      |         |         |         |         |
| Danubio · Uruguay                | 1.ª                 | 2016                | 15   | 9    | 2    | 4    | -  | -    | -    | -    | -    | - | -             | -             | -             | -             | - | -     | 15    | 9     | 2     | 4   | 64.44%      | 24      | 19      | +5      |         |         |         |         |
| Unión La Calera · Chile          | 1.ª                 | 2016-C              | 10   | 1    | 4    | 5    | -  | -    | -    | -    | -    | - | -             | -             | -             | -             | - | -     | 10    | 1     | 4     | 5   | 23.33%      | 13      | 20      | -7      |         |         |         |         |
| Unión La Calera · Chile          | Total               | Total               | 10   | 1    | 4    | 5    | -  | -    | -    | -    | -    | - | -             | -             | -             | -             | - | -     | 10    | 1     | 4     | 5   | 23.33%      | 13      | 20      | -7      |         |         |         |         |
| Peñarol · Uruguay                | 1.ª                 | 2017                | 39   | 28   | 8    | 3    | -  | -    | -    | -    | 6    | 2 | 0             | 4             | -             | -             | - | -     | 45    | 30    | 8     | 7   | 72.6%       | 97      | 41      | +56     |         |         |         |         |
| Peñarol · Uruguay                | 1.ª                 | 2018                | 21   | 15   | 3    | 3    | -  | -    | -    | -    | 6    | 3 | 0             | 3             | 1             | 1             | 0 | 0     | 28    | 19    | 3     | 6   | 71.43%      | 60      | 26      | +34     |         |         |         |         |
| Al-Ettifaq Arabia Saudita        | 1.ª                 | 2018-19             | 10   | 4    | 2    | 4    | -  | -    | -    | -    | -    | - | -             | -             | -             | -             | - | -     | 10    | 4     | 2     | 4   | 46.67%      | 19      | 20      | -1      |         |         |         |         |
| Al-Ettifaq Arabia Saudita        | Total               | Total               | 10   | 4    | 2    | 4    | -  | -    | -    | -    | -    | - | -             | -             | -             | -             | - | -     | 10    | 4     | 2     | 4   | 46.67%      | 19      | 20      | -1      |         |         |         |         |
| Barcelona SC · Ecuador           | 1.ª                 | 2019                | 19   | 11   | 1    | 7    | 8  | 3    | 3    | 2    | -    | - | -             | -             | -             | -             | - | -     | 27    | 14    | 4     | 9   | 56.79%      | 41      | 32      | +9      |         |         |         |         |
| Barcelona SC · Ecuador           | Total               | Total               | 19   | 11   | 1    | 7    | 8  | 3    | 3    | 2    | -    | - | -             | -             | -             | -             | - | -     | 27    | 14    | 4     | 9   | 56.79%      | 41      | 32      | +9      |         |         |         |         |
| Danubio · Uruguay                | 1.ª                 | 2020                | 30   | 8    | 10   | 12   | -  | -    | -    | -    | -    | - | -             | -             | -             | -             | - | -     | 30    | 8     | 10    | 12  | 37.78%      | 30      | 40      | -10     |         |         |         |         |
| Danubio · Uruguay                | 2.ª                 | 2021                | 11   | 5    | 3    | 3    | -  | -    | -    | -    | -    | - | -             | -             | -             | -             | - | -     | 11    | 5     | 3     | 3   | 54.54%      | 8       | 7       | +1      |         |         |         |         |
| Danubio · Uruguay                | Total               | Total               | 139  | 63   | 34   | 42   | -  | -    | -    | -    | 8    | 1 | 1             | 6             | -             | -             | - | -     | 147   | 64    | 35    | 48  | 51.48%      | 181     | 173     | +8      |         |         |         |         |
| Querétaro · México               | 1.ª                 | 2021-A              | 11   | 3    | 3    | 5    | -  | -    | -    | -    | -    | - | -             | -             | -             | -             | - | -     | 11    | 3     | 3     | 5   | 36.36%      | 10      | 12      | -2      |         |         |         |         |
| Querétaro · México               | 1.ª                 | 2022-C              | 4    | 0    | 2    | 2    | -  | -    | -    | -    | -    | - | -             | -             | -             | -             | - | -     | 4     | 0     | 2     | 2   | 16.67%      | 2       | 6       | -4      |         |         |         |         |
| Querétaro · México               | Total               | Total               | 15   | 3    | 5    | 7    | -  | -    | -    | -    | -    | - | -             | -             | -             | -             | - | -     | 15    | 3     | 5     | 7   | 31.11%      | 12      | 18      | -6      |         |         |         |         |
| Peñarol · Uruguay                | 1.ª                 | 2022                | 14   | 6    | 4    | 4    | 5  | 3    | 1    | 1    | -    | - | -             | -             | -             | -             | - | -     | 19    | 9     | 5     | 5   | 56.14%      | 24      | 16      | +8      |         |         |         |         |
| Peñarol · Uruguay                | Total               | Total               | 74   | 49   | 15   | 10   | 5  | 3    | 1    | 1    | 12   | 5 | 0             | 7             | 1             | 1             | 0 | 0     | 92    | 58    | 16    | 18  | 68.84%      | 181     | 83      | +98     |         |         |         |         |
| Montevideo City Torque · Uruguay | 1.ª                 | 2023                | 12   | 5    | 2    | 5    | 1  | 0    | 1    | 0    | -    | - | -             | -             | -             | -             | - | -     | 13    | 5     | 3     | 5   | 46.15%      | 19      | 18      | +1      |         |         |         |         |
| Montevideo City Torque · Uruguay | Total               | Total               | 12   | 5    | 2    | 5    | 1  | 0    | 1    | 0    | -    | - | -             | -             | -             | -             | - | -     | 13    | 5     | 3     | 5   | 46.15%      | 19      | 18      | +1      |         |         |         |         |
| Al-Tai Arabia Saudita            | 1.ª                 | 2023-24             | 7    | 2    | 2    | 3    | -  | -    | -    | -    | -    | - | -             | -             | -             | -             | - | -     | 7     | 2     | 2     | 3   | 38.09%      | 7       | 9       | -2      |         |         |         |         |
| Al-Tai Arabia Saudita            | Total               | Total               | 7    | 2    | 2    | 3    | -  | -    | -    | -    | -    | - | -             | -             | -             | -             | - | -     | 7     | 2     | 2     | 3   | 38.09%      | 7       | 9       | -2      |         |         |         |         |
| Total en su carrera              | Total en su carrera | Total en su carrera | 331  | 158  | 75   | 98   | 14 | 6    | 5    | 3    | 20   | 6 | 1             | 13            | 1             | 1             | 0 | 0     | 366   | 171   | 81    | 114 | 54.1%       | 534     | 436     | +98     |         |         |         |         |
| 1. 2. 3.                         |                     |                     |      |      |      |      |    |      |      |      |      |   |               |               |               |               |   |       |       |       |       |     |             |         |         |         |         |         |         |         |

#### Resumen estadístico
| Competición                             | Partidos | Ganados | Empatados | Perdidos | Rendimiento |
| --------------------------------------- | -------- | ------- | --------- | -------- | ----------- |
| Segunda División Profesional de Uruguay | 41       | 21      | 10        | 10       | 59.35%      |
| Primera División de Uruguay             | 229      | 116     | 51        | 62       | 58.08%      |
| Copa AUF Uruguay                        | 6        | 3       | 2         | 1        | 61.11%      |
| Supercopa Uruguaya                      | 1        | 1       | 0         | 0        | 100%        |
| Primera División de Chile               | 10       | 1       | 4         | 5        | 23.33%      |
| Serie A de Ecuador                      | 19       | 11      | 1         | 7        | 59.64%      |
| Copa Ecuador                            | 8        | 3       | 3         | 2        | 50%         |
| Liga Profesional Saudí                  | 17       | 6       | 4         | 7        | 43.13%      |
| Liga MX                                 | 15       | 3       | 5         | 7        | 31.11%      |
| Copa Libertadores                       | 18       | 6       | 0         | 12       | 33.33%      |
| Copa Sudamericana                       | 2        | 0       | 1         | 1        | 16.67%      |
| TOTAL                                   | 366      | 171     | 81        | 114      | 54.1%       |

## Palmarés

### Como jugador

#### Títulos provinciales
| Título         | Club                    | Estado  | Año  |
| -------------- | ----------------------- | ------- | ---- |
| Liga Mendocina | Independiente Rivadavia | Mendoza | 2007 |

#### Títulos nacionales
| Título                        | Club                    | País      | Año     |
| ----------------------------- | ----------------------- | --------- | ------- |
| Campeonato Uruguayo           | Progreso                | Uruguay   | 1989    |
| Primera División de Argentina | Vélez Sarsfield         | Argentina | C-1993  |
| Campeonato Nacional B         | Estudiantes de La Plata | Argentina | 1994-95 |
| Primera División de Argentina | River Plate             | Argentina | A-1999  |
| Primera División de Argentina | River Plate             | Argentina | C-2000  |
| Liguilla Pre-Libertadores     | Peñarol                 | Uruguay   | 2004    |
| Torneo Argentino A            | Independiente Rivadavia | Argentina | 2006-07 |

#### Copas amistosas
| Título                      | Club                    | País      | Año  |
| --------------------------- | ----------------------- | --------- | ---- |
| Copa Ciudad de Buenos Aires | Vélez Sarsfield         | Argentina | 1992 |
| Trofeo Ciudad de Salamanca  | Salamanca               | España    | 1998 |
| Copa Ciudad de La Plata     | Estudiantes de La Plata | Argentina | 2002 |
| Copa Conrad                 | Peñarol                 | Uruguay   | 2004 |

### Como entrenador

#### Títulos nacionales
| Título              | Club         | País    | Año     |
| ------------------- | ------------ | ------- | ------- |
| Play-Offs           | Progreso     | Uruguay | 2012    |
| Torneo Apertura     | Danubio F.C. | Uruguay | 2013    |
| Campeonato Uruguayo | Danubio F.C. | Uruguay | 2013-14 |
| Torneo Clausura     | Peñarol      | Uruguay | 2017    |
| Campeonato Uruguayo | Peñarol      | Uruguay | 2017    |
| Supercopa Uruguaya  | Peñarol      | Uruguay | 2018    |

### Copas amistosas
| Título               | Club         | País    | Año  |
| -------------------- | ------------ | ------- | ---- |
| Copa Suat            | Danubio F.C. | Uruguay | 2014 |
| Copa Multident       | Danubio F.C. | Perú    | 2014 |
| Copa Antel           | Peñarol      | Uruguay | 2018 |
| Copa Alberto Spencer | Barcelona    | Ecuador | 2019 |